# El hogar de Miss Peregrine para niños peculiares
El hogar de Miss Peregrine para niños peculiares (en inglés. Miss Peregrine's Home for Peculiar Children) es la primera novela publicada del escritor estadounidense Ransom Riggs, publicada en 2011. El libro narra la historia de un chico que, tras una horrible tragedia, sigue unas pistas que lo llevan a un orfanato abandonado en una isla de Gales. La historia está contada a través de una combinación de narrativa y fotografías caseras de los archivos personales del autor.
Este libro iba a ser originalmente un álbum ilustrado con fotografías que Riggs coleccionaba, pero tras la intervención de un editor de Quirk Books, las fotografías se usaron para crear una narración. Riggs era coleccionista de fotografías, pero necesitaba más para su novela. Conoció a Leonard Lightfoot, un conocido coleccionista del Rose Bowl Flea Market y fue presentado a otros coleccionistas. El resultado fue una historia sobre un muchacho que sigue pistas de las viejas fotografías de su abuelo y que lo sumergen en una aventura que lo lleva a un gran orfanato abandonado en una isla de Gales.
El libro ha sido un best seller según el New York Times. Alcanzó el puesto #1 en la lista de Libros para Niños el 29 de abril de 2011 después de estar en la lista durante 45 semanas. En general, la crítica ha elogiado el libro tanto por su uso de fotografías vintage como por su creatividad.

## Argumento
Jacob Portman es un muchacho de 16 años que ha hecho un gran descubrimiento. Tras haber hallado una serie de misteriosas pistas que se extienden por diferentes mundos y tiempos, el joven emprende un viaje hacia una isla remota para buscar el orfanato donde creció su abuelo Abraham. El anciano murió de manera extraña, pero todas sus aventuras han quedado grabadas en la memoria de su nieto. 
En esta misteriosa isla, Jacob encuentra un lugar mágico conocido como El hogar de Miss Peregrine para niños peculiares. Allí, aunque los lugareños afirman que murieron hace muchos años, viven niños y niñas con habilidades fuera de lo habitual. Y es que este inusual orfanato, que también es la entrada a un reino alternativo, está habitado por chicos con poderes extraños y un enigmático pasado. Todos ellos son protegidos y cuidados por una guardiana mágica, Miss Peregrine. A medida que Jacob conoce a los extraordinarios residentes del hospicio y aprende acerca de sus dones especiales, también descubrirá su propia "peculiaridad". Así, Jacob ayudará a este grupo de niños huérfanos a librarse de las horribles criaturas que amenazan con destruirlos.

## Personajes

### Personajes de Florida
- Abraham "Abe" Portman
El abuelo de Jacob, fue llevado a la isla  de Miss Peregrine. Todas esas historias se las contaba a su nieto Jacob, hasta el día de su muerte, cuando con sus últimas fuerzas le dio a Jacob unas pistas para encontrar el hogar de Miss Peregrine
- Franklyn "Frank" Portman
Es el hijo de Abe y el padre de Jacob, un hombre al que le encanta investigar sobre las aves y que está obsesionado con escribir un libro. Su casa está llena de manuscritos sin terminar. Él y su hijo, viajan hasta Cairnholm para conocer el pasado de Abe y, al tiempo, recabar información para su libro sobre aves.
- Maryann Portman
La mujer de Frank y la madre de Jacob. Su familia es dueña de Smart Aid, la mayor cadena de farmacias de Florida, por esa razón no le preocupa que su marido nunca consiga un trabajo estable y se dedique a escribir manuscritos que nunca termina. Espera que algún día Jacob se convierta en alguien importante dentro de Smart Aid.
- Ricky Pickering
Es el mejor amigo de Jacob, es un chico punk con el pelo teñido de verde, metro noventa y que rechaza a la familia Portman por ser rica. En el colegio tenía un trato con Jacob que consistía en que él defendía a Jacob de los matones y Jacob le ayudaba en sus estudios. Tiene un coche que compró en el desguace y que mantiene dejando que los borrachos le den con un bate, a un dólar el golpe. Fue testigo de la muerte del abuelo Abe junto con Jacob, ya que fueron ellos los que se lo encontraron en el bosque.
- Doctor Golan
Es el psicoterapeuta de Jacob, el encargado de convencer a sus padres de que el viaje a Cairnholm podría servirle de mucha ayuda para superar el trauma que se abrió con la muerte de Abe. Junto con Jacob, es el único que conoce las últimas palabras de Abe, ya que en realidad es un Wight con la habilidad de cambiar de forma. Su objetivo era vigilar a Jacob y averiguar dónde está el bucle de Miss Peregrine, cada uno de los niños tiene alguna peculiaridad como flotar, quemar cosas, etc.

### Personajes de Cairnholm
- Kev
Es el tabernero que acoge a Jacob y su padre cuando llegan a Cairnholm. Es el dueño de "El Hoyo del Sacerdote", el único pub de la isla y el único sitio con habitaciones libres para hospedarse.
- Martin Pagett
Es el director del museo de Cairnholm, conocedor de varias historias locales y de las leyendas más extrañas, su exposición más preciada es el cadáver momificado de un niño que sacaron de una ciénaga al que apodaron El Viejo, Martin le dedicó más de una poesía. Jacob acude a él en busca de información que le ayude a encontrar el hogar para niños peculiares.

### Personajes del Hogar de Niños Peculiares
- Jacob "Jake" Portman
Su peculiaridad es ver a los Huecos. Recibió la peculiaridad heredada de su abuelo Abe Portman.
- Miss Alma LeGay Peregrine
Conocida como "La Directora" o "El Halcón"/"El pájaro", es la directora del hogar para niños peculiares, es una mujer muy sabia y poderosa, capaz de crear bucles en el tiempo y de transformarse en un halcón peregrino. La intención de Jacob al llegar a Cairnholm es encontrarla, pero para ello tiene que viajar al pasado, concretamente al 3 de septiembre de 1943. A las mujeres como ella se les conoce con el nombre de "Ymbryne"(se pronuncia "imbrin").

* Emma Bloom 
*:  Su peculiaridad le hace  sacar fuego por su cuerpo con un simple movimiento de sus muñecas. Miss Peregrine  encontró a Emma abandonada en un circo ambulante después de que sus padres la echaran de casa. La chica tuvo una relación romántica con Abe, el abuelo de Jacob, que mantuvieron incluso cuando él se fue a la guerra hasta que dejó de responder a sus cartas. Tras años sin responder, Abraham finalmente le contesta sólo para decirle que ya no podían seguir con lo suyo porque se había casado con otra mujer no peculiar. Emma quedó desconsolada y amargada, pero aun así lo lloró al enterarse de su muerte cuando su nieto, Jacob, llegó al bucle de Miss Peregrine.
- Olive Elephanta*: 
Es una niña pequeña con la capacidad de levitar, aunque no domina muy bien ese don, por lo que tiene zapatos de hierro que la mantienen en tierra, ya que si no saldría volando, porque es más liviana que el aire. Además es muy especial, debido a que demostró su peculiaridad desde que nació.
- Millard Nullings
Millard es un chico invisible que no nació invisible, como se dice en el segundo libro, sino que su invisibilidad fue apareciendo poco a poco, empezando por los pies. Durante todos los años que estuvo en el bucle, se dedicó a anotar todo lo que les ocurría a los habitantes y a los animales de Cairnholm durante el 3 de septiembre de 1943.
- Hugh Apiston
Un joven que tiene abejas viviendo en su interior, a las cuales puede controlar mentalmente. Durante la primera cena de Jake con los niños peculiares, a Jacob le llamó la atención que Hugh tuviera que comer con un traje de apicultor en una mesa aparte. A veces, cuando Hugh habla, le sale alguna abeja revoloteando por su boca. El chico tiene una relación amorosa con Fiona (desaparecida después).  Cuando los wights capturaron a todos los niños peculiares mientras estaban en su viaje con los gitanos, él se escabulló y luego utilizó a todas sus abejas para encargarse de los enemigos . Aunque consiguió salvar a todos los niños, y matar a todos los villanos, se quedó sin abejas, excepto por una, llamada Henry, a la que le faltaba un ala.
- Claire Densmore
Es una niña pequeña y adorable que esconde una boca con dientes afilados en su nuca, por donde come. Su peculiaridad le da un poco de vergüenza.
- Fiona Frauenfield
Es una joven de aspecto salvaje, capaz de controlar la flora a su gusto. Tristemente, en el tercer libro, se sabe que cayó por un acantilado y no se está seguro si está muerta o viva. Hugh está muy preocupado por tal hecho.
- Bronwyn Buntley
Es una niña que tiene una fuerza sobrehumana, puede levantar objetos o elementos pesados. Tenía un hermano, Víctor,  que compartía el mismo don que ella. Un día Víctor se hartó de estar todo el tiempo viviendo el mismo día, así que salió de su bucle, fuera del cual fue asesinado por un monstruo hueco. Después de su muerte, lo dejaron tumbado por mucho tiempo en una habitación de la casa. A veces Bronwyn le pedía a Enoch que le devolviese la vida unos minutos a Víctor para poder hablar con él.
- Enoch O'Connor
Este peculiar es capaz de revivir a los muertos por cortos períodos de tiempo. Siempre se imagina el peor escenario posible y siempre muestra su desagrado por todo lo que hacen. Está celoso de Jacob.
- Horace Somunsson
Es un chico que tiene visiones y sueños proféticos. Siempre viste de forma elegante incluso cuando va a la playa, él mismo asegura ser un "fiel seguidor de la moda".
- Victor Buntley
Hermano de Bronwyn, su peculiaridad es una fuerza sobrehumana. Fue asesinado por un Hueco, y, tras el accidente, fue transportado a una habitación de la casa.  Después de esto, Bronwyn siempre venia para poder ver a su hermano fallecido y, con ayuda de Enoch, hablar con él.
- Los Gemelos

### Personajes o criaturas antagonistas
- "Hueco/Hollowgasts"
Monstruo que es invisible para los humanos, sólo Abe Portman y Jacob Portman tienen la posibilidad de verlos. Necesitan comer los ojos de los niños peculiares en la  película, la sangre en el libro, de otros peculiares para poder evolucionar a la siguiente etapa. Creados a partir de un fallido experimento para permitirles obtener la inmortalidad.
- Wight
La evolución de un Hueco. Al pasar esta etapa toda persona lo puede ver. Este se convierte a algo parecido al humano con unas diferencias: sus ojos son totalmente blancos. Pueden cambiar de forma. Estos pueden atravesar los bucles mientras que los humanos no.

## Recepción
Miss Peregrine pasó un total de 63 semanas en la lista de best sellers del New York Times de Libros para Niños. Alcanzó el puesto #1 en la lista el 29 de abril de 2012.Permaneció allí hasta el 20 de mayo, cuando bajó al cuarto puesto de la lista. El libro salió de la lista el 9 de septiembre de 2012, tras un total de 63 semanas.
Según Deborah Netburn para Los Angeles Times, la mejor parte de la novela es "una serie de fotos en blanco y negro repartidas por todo el libro." Publishers Weekly llamó al libro "una disfrutable, excéntrica lectura distinguida por personajes bien desarrollados, una ambientación galesa creíble, y varios monstruos muy siniestros."

## Secuelas
Se han publicado varias novelas que la siguen:
- La ciudad desolada (Hollow City) (2014)
Situada justo después de la primera, en ella Jacob y sus amigos huyen del hogar de Miss Peregrine a la "capital del mundo peculiar", Londres.
- La biblioteca de almas (Library of Souls) (2015)
- El mapa de los días (A Map of Days) (2018)
- The Conference of the Birds (2020)
- The Desolations of Devil's Acre (2021)

Además, en 2016 fue publicada la colección de cuentos Cuentos extraños para niños peculiares, que actúa como precuela de la serie.

## Adaptaciones

### Novela gráfica
Una adaptación amerimanga de Cassandra Jean, Miss Peregrine's Home for Peculiar Children: The Graphic Novel, fue publicada en 2011.

### Película adaptada
Los derechos cinematográficos fueron vendidos a 20th Century Fox, Jane Goldman fue contratada para adaptar la historia como un guion. Fue dirigida por Tim Burton y contó con la participación como actores de Asa Butterfield como Jacob, Eva Green como Miss Peregrine y Ella Purnell como Emma Bloom. Se estrenó el 30 de septiembre de 2016.